# Richard Tucker (acteur)
Pour le ténor américain, voir Richard Tucker.
Richard Tucker (né le 4 juin 1884 à New York, dans l'État de New York et mort le 5 décembre 1942 à Los Angeles, en Californie) est un acteur américain.

## Filmographie partielle
- 1920 : The Branding Iron de Reginald Barker : Prosper Gael
- 1920 : Le boulanger n'a plus d'écus (Dollars and Sense) de Harry Beaumont : George Garrison
- 1920 : L'Appartement n° 13 (The Woman in Room 13) de Frank Lloyd : Joe
- 1921 : Mur mitoyen (A Virginia Courtship) de Frank O'Connor : Dwight Neville
- 1921 : Une voix dans la nuit (A Voice in the Dark) de Frank Lloyd : Lieutenant Patrick Cloyd
- 1921 : Le Prince des Ténèbres (Voices of the City) de Wallace Worsley
- 1922 : Un père (Remembrance) de Rupert Hughes : J. P. Grout Jr.
- 1922 : The Worldly Madonna de Harry Garson
- 1922 : Le Train rouge (Hearts Aflame) de Reginald Barker
- 1923 : Cameo Kirby de John Ford : Cousin Aaron Randall
- 1923 : Le Rayon mortel (The Eleventh Hour) de Bernard J. Durning
- 1924 : Beau Brummel de Harry Beaumont : Lord Stanhope
- 1924 : Helen's Babies de William A. Seiter
- 1925 : Le Sans-Patrie (The Man Without a Country) de Rowland V. Lee
- 1925 : Un joueur enragé (The Bridge of Sighs) de Phil Rosen
- 1926 : The Blind Goddess de Victor Fleming
- 1926 : Shameful Behavior? d'Albert H. Kelley
- 1927 : Les Ailes (Wings) de William A. Wellman : Le Commandant des forces aériennes
- 1927 : The World at Her Feet de Luther Reed
- 1927 : The Desired Woman de Michael Curtiz : Sir Sydney Vincent
- 1927 : Le Chanteur de jazz (The Jazz Singer) d'Alan Crosland
- 1928 : La Taverne rouge (The Crimson City) d'Archie Mayo
- 1928 : En cour d'assises (On Trial) d'Archie Mayo
- 1928 : My Man d'Archie Mayo
- 1928 : Amours d'artiste (Loves of an Actress) de Rowland V. Lee : Baron Hartman
- 1929 : Navy Blues de Clarence Brown
- 1929 : L'Aspirant détective (The Dummy) de Robert Milton
- 1929 : Tempête (The Squall) d'Alexander Korda : Josef Lajos
- 1929 : La Princesse et son taxi (This is Heaven) d'Alfred Santell
- 1930 : Vertige (Puttin' on the Ritz) d'Edward Sloman
- 1930 : Safety in Numbers de Victor Schertzinger
- 1930 : Une belle brute (Manslaughter) de George Abbott : J.P. Albee
- 1930 : The Bat Whispers de Roland West
- 1930 : Courage d'Archie Mayo
- 1930 : The Benson Murder Case de Frank Tuttle
- 1931 : L'Inspiratrice (Inspiration) de Clarence Brown : Galand
- 1931 : Stepping Out de Charles Reisner : Charley Miller
- 1931 : Seed de John M. Stahl : Bliss
- 1931 : Up for Murder de Monta Bell
- 1931 : Too Young to Marry de Mervyn LeRoy
- 1931 : Le Chameau noir (The Black Camel) de Hamilton MacFadden
- 1931 : Graft de Christy Cabanne
- 1932 : Les Sans-soucis (Pack Up Your Troubles) de George Marshall et Ray McCarey : M. Smith
- 1933 : Le Roi de la chaussure (The Working Man) de John G. Adolfi
- 1933 : Rose de minuit (Midnight Mary) de William A. Wellman
- 1934 : The Show-Off de Charles Reisner
- 1934 : The Road to Ruin
- 1934 : Un héros moderne (A Modern Hero) de Georg Wilhelm Pabst
- 1934 : Vivre et aimer (Sadie McKee) de Clarence Brown
- 1934 : L'Agent n° 13 (Operator 13) de Richard Boleslawski
- 1934 : La P'tite Shirley (Baby Take a Bow) de Harry Lachman
- 1934 : Handy Andy de David Butler
- 1934 : La Belle du Missouri (The Girl from Missouri) de Jack Conway et Sam Wood
- 1934 : A Successful Failure d'Arthur Lubin : J.W. Blair
- 1934 : Le Témoin imprévu (Evelyn Prentice) de William K. Howard
- 1935 : L'Ombre du doute (Shadow of Doubt) de George B. Seitz
- 1935 : L'Enfer (Dante's Inferno) de Harry Lachman
- 1936 : Flash Gordon de Frederick Stephani et Ray Taylor : Professeur Gordon
- 1936 : Le Grand Ziegfeld (The Great Ziegfeld) de Robert Z. Leonard
- 1936 : Une fine mouche (Libeled Lady) de Jack Conway
- 1937 : L'Entreprenant Monsieur Petrov (Shall We Dance) de Mark Sandrich
- 1937 : Chasseurs d'images (I Cover the War) d'Arthur Lubin : Un officier
- 1937 : The Girl Said No d'Andrew L. Stone
- 1937 : Jungle Menace d'Harry L. Fraser (serial)
- 1937 : Hollywood Hollywood (Something to Sing About) de Victor Schertzinger : Mr Blaine
- 1938 : Pilote d'essai (Test Pilot) de Victor Fleming
- 1938 : Amants (Sweethearts) de W. S. Van Dyke
- 1938 : La Femme aux cigarettes blondes (Trade Winds) de Tay Garnett : John Johnson
- 1939 : The Covered Trailer de Gus Meins
- 1940 : En route vers Singapour (Road to Singapore) de Victor Schertzinger